# مارش (موسیقی)

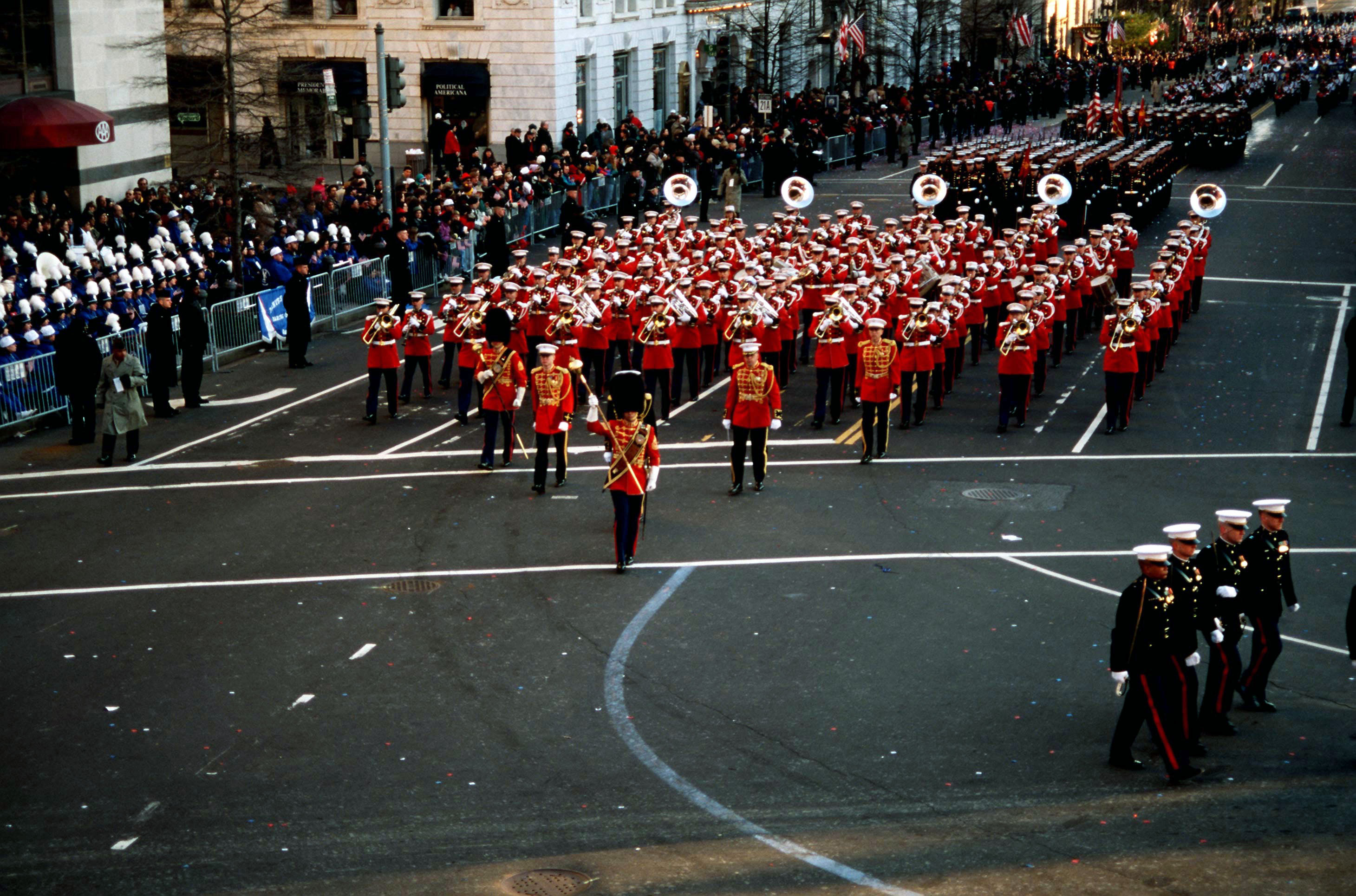
گروه موسیقی نظامی

مارش(به فرانسوی: Marche) یا رزم‌آهنگ یک سبک موسیقی دارای ضرب‌آهنگی قوی و منظم است که معمولاً توسط گروه موسیقی نظامی اجرا می‌شود و معمولاً در زمان سان دیدن از نیروهای نظامی نواخته می‌شود.
بار احساسی مارش‌ها بسیار گسترده‌است و از یک سو تا مارش‌های بسیار خشن نظیر گوتردامرونگ از ریشارد واگنر و از سوی دیگر مارش‌های فرح‌بخش ساختهٔ ژان فیلیپ سوزا را در بر می‌گیرد. ردپای مارش را می‌توان در آثار سبک‌های دیگر موسیقی نیز یافت، نظیر سمفونی شماره ۳ از بتهوون یا سونات ۲ پیانو از شوپن.